# Brachylophosaurini
Brachylophosaurini – klad hadrozaurów z grupy Hadrosaurinae lub Saurolophinae. Został nazwany w 2011 roku przez Terry'ego Gatesa i współpracowników, którzy zdefiniowali nazwę Brachylophosaurini tak, by odnosiła się ona do kladu obejmującego hadrozaury bliżej spokrewnione z Brachylophosaurus, Maiasaura i Acristavus niż z Gryposaurus lub Saurolophus. Oprócz tych trzech rodzajów do Brachylophosaurini należeć może również okaz MWC 129, na co wskazuje budowa kości jarzmowych, jednak pozostaje on w dużej mierze niewypreparowany. Monofiletyzm tego taksonu potwierdzają analizy filogenetyczne: przeprowadzone przez Prieto-Márqueza (2010) oraz przez Gatesa i wsp. (2011). Dokładne pokrewieństwo wewnątrz kladu nie jest jednak ustalone: według Prieto-Márqueza Acristavus (w jego analizie „Two Medicine OTU”) jest taksonem siostrzanym dla kladu obejmującego brachylofozaura i majazaurę, podczas gdy według Gatesa i in. to Brachylophosaurus jest najbardziej bazalnym przedstawicielem Brachylophosaurini.
Najstarszymi znanymi przedstawicielami Brachylophosaurini są Acristavus i MWC 129, sprzed około 80 mln lat – ich wiek sprawia, że Brachylophosaurini są najstarszym znanym kladem mającym przedstawicieli w Ameryce Północnej (jedynie brachylofozaur występował w Azji). Dane kopalne sugerują, że klad ten wyginął około 76,5 mln lat temu, zastąpiony przez taksony blisko spokrewnione z grypozaurem i prozaurolofem.
|  | Brachylophosaurus                                        |
|  |                                                          |
|  | \| \| Maiasaura \| \| \| \| \| \| Acristavus \| \| \| \| |
|  |                                                          |
|  | Maiasaura                                                |
|  |                                                          |
|  | Acristavus                                               |
|  |                                                          |

|  | Maiasaura  |
|  |            |
|  | Acristavus |
|  |            |

|  | Brachylophosaurus                                        |
|  |                                                          |
|  | \| \| Maiasaura \| \| \| \| \| \| Acristavus \| \| \| \| |
|  |                                                          |
|  | Maiasaura                                                |
|  |                                                          |
|  | Acristavus                                               |
|  |                                                          |

|  | Maiasaura  |
|  |            |
|  | Acristavus |
|  |            |

|  | Acristavus (Two Medicine OTU)                                   |
|  |                                                                 |
|  | \| \| Maiasaura \| \| \| \| \| \| Brachylophosaurus \| \| \| \| |
|  |                                                                 |
|  | Maiasaura                                                       |
|  |                                                                 |
|  | Brachylophosaurus                                               |
|  |                                                                 |

|  | Maiasaura         |
|  |                   |
|  | Brachylophosaurus |
|  |                   |

|  | Acristavus (Two Medicine OTU)                                   |
|  |                                                                 |
|  | \| \| Maiasaura \| \| \| \| \| \| Brachylophosaurus \| \| \| \| |
|  |                                                                 |
|  | Maiasaura                                                       |
|  |                                                                 |
|  | Brachylophosaurus                                               |
|  |                                                                 |

|  | Maiasaura         |
|  |                   |
|  | Brachylophosaurus |
|  |                   |